# مجلس أبحاث الرايخ
تم إنشاء مجلس أبحاث الرايخ في ألمانيا في عام 1936 تحت إشراف وزارة التعليم لغرض التخطيط المركزي لجميع البحوث الأساسية والتطبيقية، باستثناء أبحاث الطيران. تم إعادة تنظيمه في عام 1942 ووضع تحت وزارة التسليح.

## التكوين
بمبادرة من إريك شومان، تم افتتاح مجلس أبحاث الرايخ في 16 مارس 1937 من قبل وزير الرايخ برنهارد راست من وزارة التعليم في الرايخ). تم إنشاء مجلس أبحاث الرايخ لإضفاء الطابع المركزي على التخطيط لجميع البحوث الأساسية والتطبيقية في ألمانيا، باستثناء أبحاث الطيران، التي كانت تحت إشراف مارشال الرايخهيرمان غورينغ. كان الجنرال كارل هاينريش إميل بيكر،  رئيس مكتب ذخائر الجيش وعميد وأستاذ في كلية تكنولوجيا الدفاع  في جامعة برلين للتكنولوجيا، رئيسها (1937-1940). بعد وفاة بيكر في عام 1940، تولى روست منصب رئيس جمهورية روسيا الاتحادية. في الواقع، تم تنفيذ اتجاه مجلس أبحاث الرايخ بواسطة رودولف منتزل، رئيس مؤسسة البحوث الألمانية.
من بين أعضاء المجلس الآخرين:
- كورت ديبنر – رئيس الموقع التجريبي للفيزياء النووية RFR في Stadtilm في تورينجيا ومدير Versuchsstelle (محطة اختبار) من Heereswaffenamt (HWA ، مكتب ذخائر الجيش) في Gottow.
- أبراهام عيسو – رئيس قسم الفيزياء من عام 1937 إلى نهاية عام 1943. مفوض للفيزياء النووية من ديسمبر 1942 إلى 1943، ثم مفوض للفيزياء عالي التردد.[8]
- فالتر جيرلاخ – حل محل إبراهيم عيسو رئيسًا لقسم الفيزياء ومفوضًا للفيزياء النووية في 1 يناير 1944.
- فيرنر أوسنبرغ – رئيس مجلس التخطيط في RFR 29 يونيو 1943 إلى 1945. بدأ أيضًا استدعاء ما يقرب من 5000 عالم ومهندس من الخدمة العسكرية النشطة في المقدمة حتى يتمكنوا من تكريس مواهبهم للبحث والتطوير. بحلول نهاية الحرب ، وصل العدد المسترجع إلى 15000.[9]
- أوتو شيرزر – رئيس اكتشاف الرادار (1944-1945).
- إريك شومان – مفوض فيزياء المتفجرات (1942-1945).
- بيتر أدولف ثيسن – رئيس قسم الكيمياء والمواد العضوية.

## إعادة تنظيم
في 9 يونيو 1942، أصدر أدولف هتلر مرسومًا لإعادة تنظيمه ككيان قانوني منفصل تابع لوزارة الرايخ للتسلح والذخيرة؛ عيّن المرسوم رايش مارشال جورينج رئيسًا. تمت عملية إعادة التنظيم بمبادرة من وزير الرايخ للأسلحة والذخيرة ألبرت شبير.